# Махмуд Шевкет паша
Махмуд Шевкет паша (на турски: Mahmud Şevket Paşa) е османски офицер и чиновник, велик везир.

## Биография
Роден е в 1856 година в Багдад. Има арабски и грузински произход. Според някои източници чеченски или черкезки произход. Завършва основно образование в Багдад, след което учи във Военната академия (Mekteb-i Harbiye) в Цариград. В 1882 година влиза в армията като лейтенант. Прекарва известно време във Франция в изучаване на военни техники и служи на Крит. След това преподава във Военната академия.
Служи под командването на Фон дер Голц паша и пътува до Германия. От април 1905 до август 1908 година е валия на Косовския вилает в Скопие. Член е на младотурския Комитет за единство и прогрес. От август 1908 до май 1909 година е началник на Трета армия, която участва в потушаването на Контрапреврата на Абдул Хамид II.
От януари 1910 до юли 1912 година е военен министър. В юли 1912 година става депутат в парламента. От януари до юни 1913 г. е велик везир и министър на войната през Междусъюзническата война. Шевкет паша е създателя на Османските военновъздушни сили и докарва първия автомобил в Цариград.
Убит е на 29 май/11 юни в 1913 година.
- Махмуд Шевкет паша
- Пистолетите на убийците на Шевкет паша
- Гробницата на Шевкет паша